# Microregione di Sena Madureira
Sena Madureira è una microregione dello Stato dell'Acre in Brasile, appartenente alla mesoregione di Vale do Acre.

## Comuni
Comprende 3 comuni:
- Manoel Urbano
- Santa Rosa do Purus
- Sena Madureira